# Scooby-Doo i braća Boo
Scooby Doo i braća Boo (engl. Scooby Doo Meets the Boo Brothers) televizijski je animirani film iz 1987. godine, drugi iz serije Scooby Doo.

## Radnja
Shaggy je od svoga ujaka, pukovnika Beauregarda, naslijedio seosko imanje, kamo ide sa Scoobyjem i Scrappyjem. Na putu upoznaju šerifa Rufusa Buzbyja, a na imanju susreću bezglavoga konjanika i pukovnikov duh, koji im govori neka odlaze. Tamo upoznaju i jezivoga batlera Farquarda, koji im kaže kako je na imanju skriveno veliko blago, točnije dragulji, na koje on smatra da polaže pravo (a ne Shaggy). Međutim, društvo odlučuje naći dragulje. Shaggyjev ujak ostavio je tragove koje moraju slijediti i zagonetke koje moraju riješiti kako bi na kraju našli blago. Tijekom potrage naići će na razne strašne stvorove i pojave, a u pomoć pozivaju tri istjerivača duhova – braću Boo, koji su pak i sami – duhovi.

## Glasovi

### Originalna verzija
- Don Messick – Scooby-Doo, Scrappy-Doo
- Casey Kasem – Shaggy
- Sorrell Booke – šerif Rufus Buzby, T. J. Buzby
- William Callaway –  Billy Bob Scroggins, Beauregardov duh, majmun, duh na tavanu, bezglavi konjanik
- Victoria Carroll – Sadie Mae Scroggins
- Jerry Houser – Meako
- Arte Johnson – Farquard i duh kostur
- Rob Paulsen – Shreako i Dispatcher
- Michael Rye – gradonačelnik
- Ronnie Schell – Freako i duh demonstrant
- Hamilton Camp – sablasni smijeh
- June Foray – vještica

### Hrvatska verzija

#### Alfa Film
Film je sinkroniziran za VHS izdanje 1995. godine.
- Vlado Kovačić – Scooby-Doo
- Igor Mešin – Scrappy-Doo
- Ranko Tihomirović – Shaggy Rogers
- Mirela Brekalo – Freako i Sadie Mae Scroggins
- Otokar Levaj –  duh pukovnika Beauregarda
- Željko Duvnjak – Shreako
- Nedim Prohić - Meako i Billy Bob Scroggins
- Josip Bobi Marotti - Farquard

Ostali glasovi: Sven Lasta, Dubravko Sidor i Siniša Popović
Režija: Gordana Hajni